# Anny Roth-Dalbert
Anny Roth-Dalbert (* 12. Oktober 1900 in Bern; † 16. Mai 2004 in Scuol) war eine Schweizer Komponistin, Dirigentin und Pianistin.

## Leben
Anny (eigentlich Anna Marta) Roth-Dalbert wurde als jüngstes von fünf Kindern von Carlo Paglia, Bauunternehmer aus Italien, und Jeanne (Johanna) Weidele aus Genf geboren und wuchs in Bern und Zürich auf. Ihre Tante Minna (Wilhelmine) Weidele war eine bekannte Konzertsängerin, die auch mit Johannes Brahms auftrat, ihr Onkel Paul Kirsten spielte Violine im Zürcher Tonhalle-Orchester. Annys musikalische Begabung wurde von den Eltern früh gefördert. Ersten Klavierunterricht erhielt sie privat von Czeslaw Marek. Mit sechzehn Jahren war sie Organistin an der reformierten Kirche von Wipkingen und stellvertretende Leiterin des Kirchenchors. Ab 1917 besuchte sie Kurse in Klavier, Gesang, Kontrapunkt und Dirigieren (bei Volkmar Andreae) am Konservatorium in Zürich und erhielt privaten Unterricht bei Ferruccio Busoni. 1919/20 sang und korrepetierte sie in der Bach-Vereinigung von Hans Lavater.
Nach ihrer Heirat 1924 und der Geburt von zwei Töchtern zog die Familie ins Engadin, wo Anny Roth-Dalbert als Organistin, Chorleiterin und private Klavierlehrerin in verschiedenen Dörfern tätig war. Nach ihrer Scheidung und dem Umzug nach St. Moritz musste sie den Unterhalt für ihre Familie alleine bewältigen. In St. Moritz war sie wesentlich beteiligt am Aufbau der lokalen Musikschule. 1945 heiratete sie den St. Moritzer Architekten und Schriftsteller Hermann Roth
Im Jahr 2000 wurde die von ihr komponierte Ode an das Engadin, ein Auftragswerk des Schweizer Tonkünstlervereins, vom Ensemble Opera Nova uraufgeführt.
Die letzten Lebensjahre verbrachte sie in Sent bei einer ihrer Töchter.

## Auszeichnungen
- 2000: 1. Kulturpreis von St. Moritz[1]